# Moto Guzzi V75

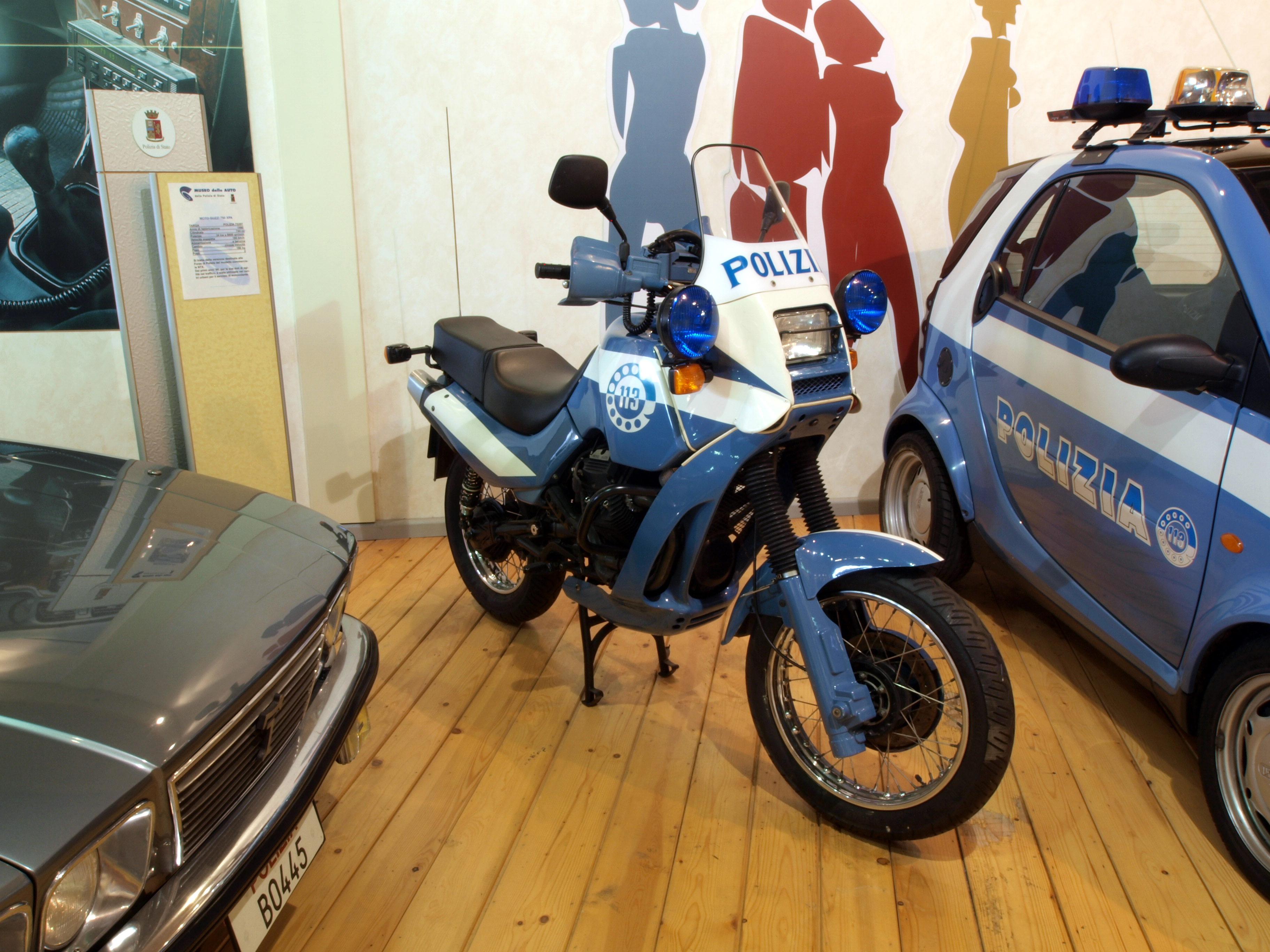
Moto polizia italiana

La Moto Guzzi V75 è stata una motocicletta prodotta dalla casa motoristica di Mandello del Lario. Il modello intendeva completare verso l'alto (era spinta da un motore di 750 cm³ di cilindrata) la gamma di motociclette spinte dal motore della cosiddetta "serie piccola", cominciata con il V35 e V50 del 1977 e continuata con il V65 del 1982 (rispettivamente 350, 500 e 650 cm³ di cilindrata). Il nome di questi modelli era un riferimento ideale al mito della casa, la V7. È da notare che, nella "serie piccola" il numero che segue la V indica la cilindrata del motore espressa in decine di cm³, mentre nella "serie grossa" lo stesso la indica in centinaia di cm³ (V7, V10 e V11, rispettivamente 700, 1000 e 1100 cm³ di cilindrata). La moto era caratterizzata da motore a 'V' di 90°, 750 cm³ di cilindrata, telaio a 'culla' e trasmissione secondaria cardanica.
Concettualmente, anche se la stessa Moto Guzzi utilizzò il nome "V75" per un modello specifico di moto (di cui sono descritte le caratteristiche sotto), il nome "V75", (parimenti con quanto avviene per V35, V50 e V65), viene utilizzato anche per indicare il solo motore, in questo caso da 750 cm³, che, con modifiche marginali e montato su diversi modelli, è rimasto in produzione fino ad oggi.

## Guzzi V75 (originale)
Come accennato il nome V75 fu usato dalla Guzzi per una motocicletta presentata al Motor Show 1984 ed in listino dall'anno successivo. Concepita per essere una stradale turistica, la V75 aveva la stessa carrozzeria della V35III, presentata nello stesso anno, e diversi elementi stilistici in comune con la 850 T5, di due anni prima. La moto era caratterizzata da linee squadrate (piuttosto comuni nella produzione motociclistica degli anni '80), un'ampia sella biposto, manubrio alto, ed un cupolino di media ampiezza, solidale all'avantreno. In comune con il resto della "serie piccola" era il telaio a doppia culla scomponibile, il forcellone monoblocco, pressofuso, in lega leggera, incernierato direttamente sul cambio, la già ricordata trasmissione cardanica, l'impianto frenante a tre dischi con frenata combinata, ed altri particolari.
Il motore della "serie piccola" (che, rispetto a quello della "serie grossa, cominciata con il V7, è caratterizzato da dimensioni generali più ridotte e dal basamento scomponibile, tagliato a metà sui supporti di banco) era stato portato alla cilindrata di 750 cm³ allungando di un cm la corsa rispetto al precedente V65, ed aveva quindi alesaggio X corsa 80X74 mm. La distribuzione era ad aste e bilancieri, e montava le nuove testate a quattro valvole per cilindro (introdotte l'anno precedente nei modelli V35 Imola II e V65 Lario), con lievi modifiche per migliorarne l'affidabilità, rivelatasi insoddisfacente nei precedenti motori 4V. Le teste tornarono alla distribuzione a due valvole per cilindro nei successivi modelli da 750 cm³.
Per la moto veniva dichiarata una potenza di 65 cv all'albero a 7200 giri, un peso a secco di 175 kg ed una velocità massima di 190 km/h. Le prove effettuate all'epoca dalla rivista "In Moto" rilevarono una potenza alla ruota di 59.61  CV a 7100 giri, una coppia di 6.36 kgm a 5600 giri ed un peso in ordine di marcia (con 5 litri di carburante) di 191 kg. La velocità massima rilevata era di 188.7 km/h, l'accelerazione sui 400m di 12"91 con velocità di uscita di 163.0 km/h, e la ripresa sui 400m, da 50 km/h, in 13"41, con velocità di uscita di 154,7 km/h.